# Grand éléphant
Pour les articles homonymes, voir Éléphant (homonymie).
Le Grand éléphant est l'une des machines de l'île de Nantes, créé par la compagnie de théâtre de rue « La Machine ». Il est une réplique de celui de la troupe Royal de luxe.

## Description

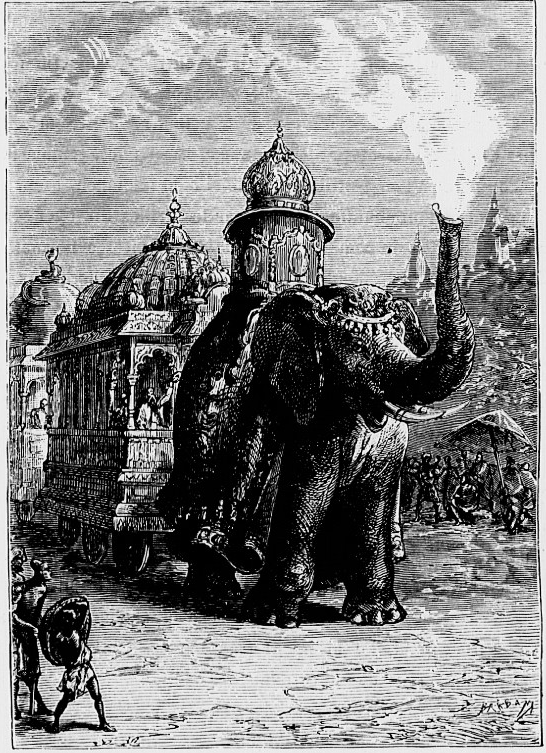
Jules Verne avait imaginé un éléphant mécanique au début du XX.

L'éléphant devait à l'origine transporter 35 passagers pour effectuer un aller et un retour de 30 minutes, dans le parc des Chantiers à Nantes, entre les l'esplanade des Traceurs-de-Coques (face aux Nefs Dubigeon) et la grue Titan jaune. Sa capacité a été portée à 40 à la mise en service, puis 45 au bout d'un an. En revanche, en raison de sa lenteur (1 à 3 km/h), le trajet a été réduit aux deux tiers du parcours des Nefs à la grue, soit environ 250 mètres, accomplis en 45 minutes. Une passerelle aérienne permet la descente ou la montée des passagers en fin de parcours.
Il est sorti de l'atelier de la compagnie La Machine le 1er juillet 2007.
Le Grand éléphant est couvert d'une peau en tulipier de Virginie, composé d'un squelette métallique et d'articulations mécaniques hydrauliques, irrigué par 2 000 litres d'huile et poussé par un moteur de 450 chevaux.
Le Grand Éléphant est arrêté pour trois mois durant l'hiver 2017-2018, afin de changer le moteur d'origine. Celui-ci est remplacé par un modèle hybride, pouvant fonctionner aussi bien au diesel que sur batteries, et respectant les législations en termes d'émissions de particules fines.